# نووی شهر
نووی شهر (به لاتین: Novi Šeher) یک منطقهٔ مسکونی در بوسنی و هرزگوین است که در ماگلای واقع شده‌است.